# Готска война (376-382)
Готската война (376 – 382) е конфликт на избягалите от хуните на река Дунав готи, (гревтунги и тервинги) срещу късната Римска империя с императорите Валент и след неговата смърт Теодосий I през 376 – 382 г. на Балканския полуостров.

## Ход на военните действия
През 376 г. се провежда Битката при Марцианопол. Първият голям конфликт в Готската война (376 – 377 и 382) се състои през септември 377 г. в Битката при Ад Салицес на 15 км от Марцианопол между Западната Римска империя с военачалник Рикомер и бунтуващите се тервингски готи с командир Фритигерн.
На 9 август 378 година се провежда Битката при Адрианопол против готите на Фритигерн и източния император Валент и завършва с решителна готска победа. Готите маршируват след това първо към Константинопол и след това към Илирия, Дакия и Мизия. Гревтунгите и тервингите се разделят. Гревтунгите с командири Алатей и Сафракс са победени в Панония от войската на Грациан. Тервингите с командир Фритигерн тръгват към Тесалия и Македония. Новият източен император Теодосий I се опитва безуспешно да им се съпротиви през лятото на 380 г. в Битката при Солун. Едва през 381 г. тервингите са отблъснати към Тракия чрез изпратената помощ от Грациан.

## Резултат от войната
На 3 октомври 382 г. Теодосий I сключва с готите мирен договор, чрез който готите получават земя между Дунав и Стара планина. Те останали под господството на техните князе, били освободени от данъци и трябало като федерати да дават военна помощ.